# Norfolk (Virginia)
 For alternative betydninger, se Norfolk (flertydig). (Se også artikler, som begynder med Norfolk)
Norfolk er en by i delstaten Virginia, USA med 238.005(2020) indbyggere. Norfolk er en såkaldt "independent city" og er således ikke tilknyttet et county. I byområdet indgår også byerne Newport News og Hampton, og tilsammen bor der 1,4 milloner mennesker. Norfolk ligger ved Chesapeake Bays udmunding i Atlanten og har en af USA's største havne og en omfattande industri. 
Norfolk er hovedkvarter for både NATO's atlantkommando (Allied Command Transformation (tidligere SACLANT) og USA's atlanterhavsflåde.